# エア・ミッドウエスト5481便墜落事故
エア・ミッドウエスト5481便墜落事故（えあみっどうえすと5481びんついらくじこ）は、2003年1月8日に、アメリカ合衆国ノースカロライナ州シャーロット・ダグラス国際空港でUSエアウェイズ・エクスプレス5481便、ビーチクラフト1900Dが離陸直後に墜落した航空事故である。
実際の運航はフランチャイジーであるエア・ミッドウエスト が行った。乗員2名と乗客19名全員が死亡し、地上にいた1名が軽傷を負った。

## 事故当日の5481便
- 乗務員：2名
  - 機長：25歳女性
  - 副操縦士：27歳男性
  - 乗客：19名

## 概要

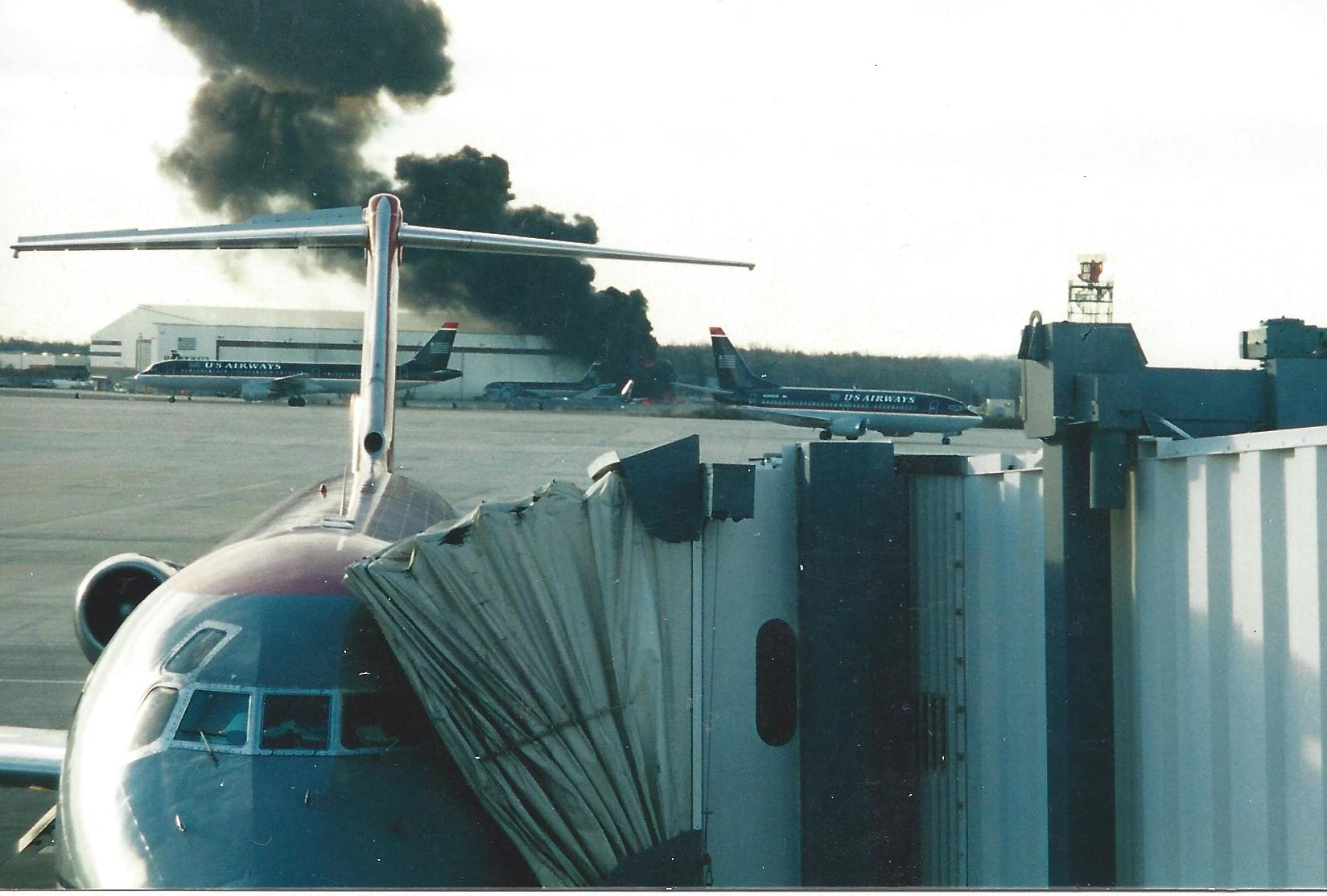
墜落直後の様子

この日、シャーロット・ダグラス国際空港発サウスカロライナ州グリーンビル・スパータンバーグ国際空港行USエアウェイズ・エクスプレス5481便が、乗員乗客21名を乗せシャーロット・ダグラス国際空港を離陸した。便名はUSエアウェイズ・エクスプレスであったが運航自体はエア・ミッドウエストに委託されていた。
離陸直後に異常な機首上げが発生し失速した。すぐに回復操作を行ったが、離陸直後で高度が足りなかったこともあり、機体は操縦不能のまま空港敷地内の格納庫脇に墜落し爆発、炎上した。この事故で乗員乗客21人全員が死亡した。

## 事故原因
国家運輸安全委員会 (NTSB) の調査では2つの異なる問題が事故を引き起こしたとしている。

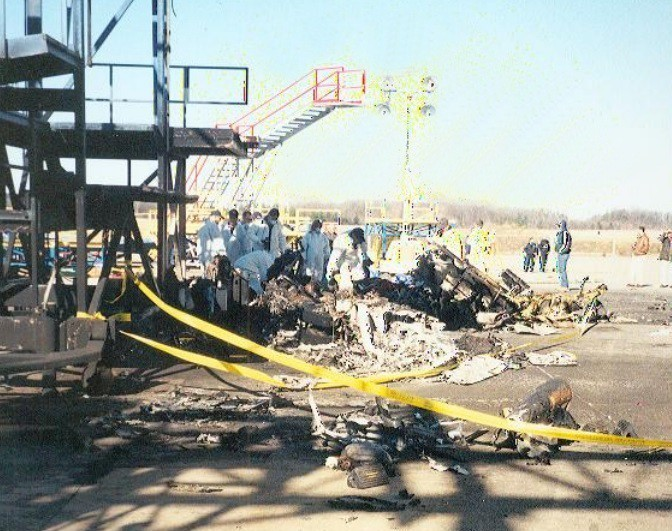
墜落現場

事故当時運航会社では、乗客と手荷物ともに平均値により各重量を推測していたが、当日は計算より重く最大離陸重量を上回っていた。また積載した手荷物により重心も貨物室後方寄りになっていた。離陸後に車輪を収納したため重心がさらに後方に偏り、離陸後異常な機首上げが発生したとされた。
また、事故機は定期整備において、昇降舵を動かす2本のケーブルの調節を行っていたが、この機体に不慣れな整備士が担当し、また作業中に整備マニュアルの確認手順を見落としていた。これにより2本のケーブルの張力に差が生じ、本来ならば機首下げ方向に14度動くはずの昇降舵が7度しか動かなくなっていた。この結果、異常な機首上げに対する回復操作に困難を生じさせた。この整備士は整備会社の下請け社員であり、整備会社は作業をしながら整備方法を覚えることを基本とする教育方針を採っていた。また整備会社の上司は整備後のチェック項目を飛ばしていたため、昇降舵の可動範囲がおかしい事に気付くことはなかった。

## 機長の行動

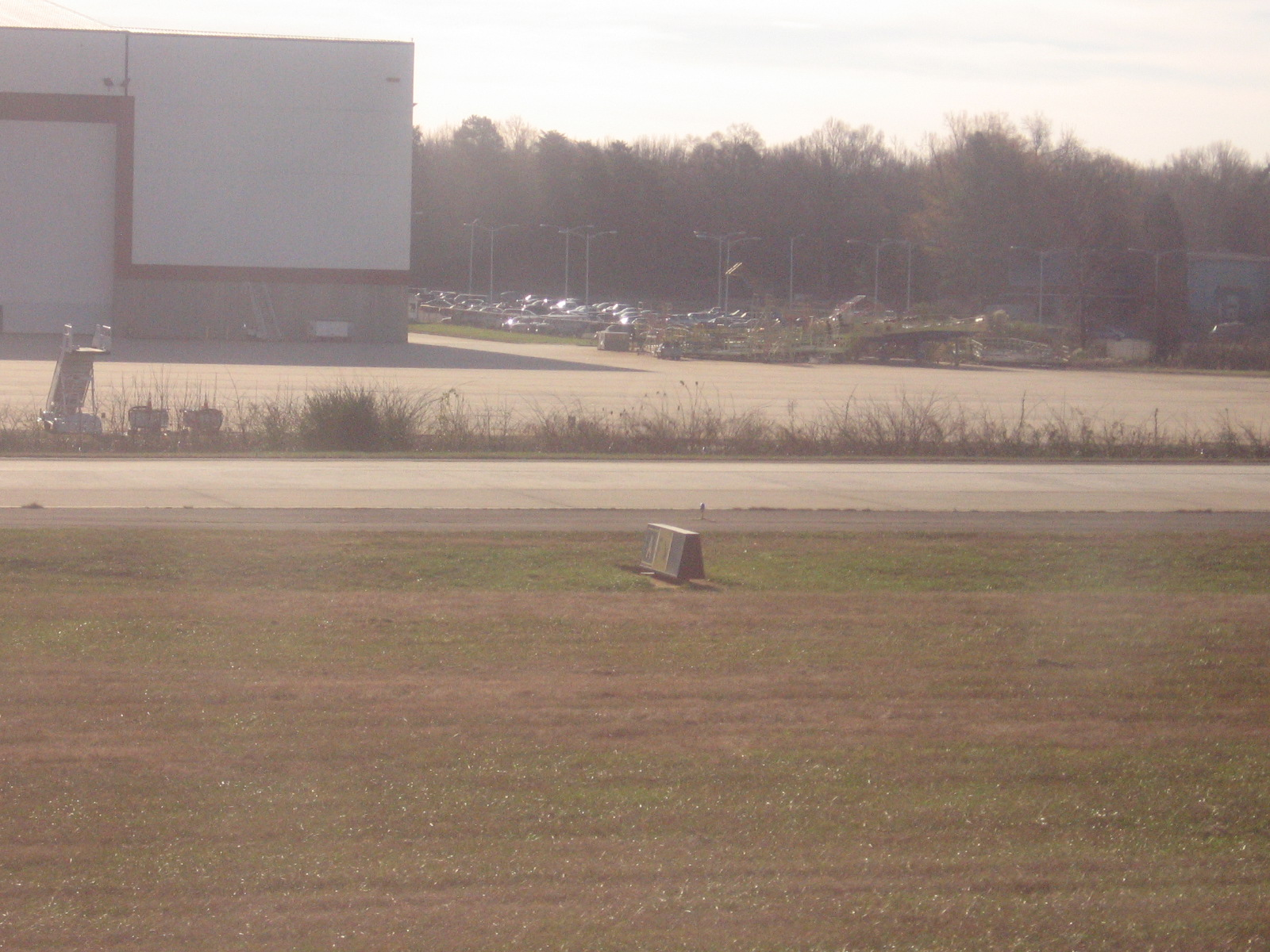
墜落地点。機体は格納庫のすぐ脇に墜落した。

機長は格納庫を直撃しそうになった機体をできるだけ格納庫から離すために、操縦桿を押し込んで墜落させたと見られている。
もし機長のこの行動がなかったとしたら、機体は格納庫に激突していたはずであり、被害がさらに拡大していた。

## その後
NTSBの勧告により、連邦航空局が乗客と荷物の実際の重量の調査を行い、1936年より変わっていなかった乗客と荷物の重量計算に関するガイダンスを改定した。NTSBでは小型機の場合でも平均値ではなく、実際の乗客全員の体重と荷物の重量を全て計った上で、実数値で計算するべきと勧告したが、その後も7割の小型機が平均重量を使用している。
これに関連して日本にて、2023年10月に鹿児島県奄美大島にて開催された特別国民体育大会 相撲競技の選手団が羽田空港や伊丹空港からの日本航空で出発しようとした際、重量制限を超過する危険性が浮上した事から、選手団の一部の搭乗を中止、伊丹出発予定組を羽田へ向かわせ羽田組と合流させ、羽田から緊急で追加された臨時便に乗せるという事態が発生している。

## 映像化
- メーデー!:航空機事故の真実と真相 第5シーズン第5話「ウェイト・オーバー」
- メーデー！番外編：惨劇の全貌 2 「 危険な積み荷 (原題: Perilous Payloads) 」